# Idaea scelisca
Idaea scelisca là một loài bướm đêm trong họ Geometridae.